# Bradysia madens
Bradysia madens är en tvåvingeart som först beskrevs av Franz Lengersdorf 1953.  Bradysia madens ingår i släktet Bradysia och familjen sorgmyggor.
Artens utbredningsområde är Frankrike. Inga underarter finns listade i Catalogue of Life.